# Luis Araneda
Luis Antonio Araneda Jorquera (* 9. April 1953 in Santiago de Chile) ist ein ehemaliger chilenischer Fußballspieler. Der Mittelfeldspieler absolvierte vier Länderspiele für die Nationalmannschaft, in denen er zwei Tore erzielte, und gewann auf Vereinsebene einen nationalen Meistertitel.

## Spielerkarriere

### Verein
Luis Araneda debütierte 1970 beim CSD Colo-Colo, schaffte aber nicht dauerhaft den Sprung in die erste Elf, die die Meisterschaft 1970 gewinnen konnte. Nach Leihen bei Green Cross Temuco und Lota Schwager kam Araneda zu den Albos zurück und wurde ein wichtiger Spieler. Beim Sieg in der Copa Chile 1974 erzielte Araneda, der im Mittelfeld und als Stürmer eingesetzt wurde, zwei Tore beim 3:0-Finalsieg über die Santiago Wanderers. Schon im Halbfinale hatte der Offensivspieler im dritten und Entscheidungsspiel gegen den CD Huachipato getroffen. Danach spielte Araneda noch für verschiedene Vereine in der ersten und zweiten Liga Chiles sowie 1980 beim LD Estudiantil aus Ecuador. Die Karriere beendete Araneda 1986 beim CD Soinca Bata.

### Nationalmannschaft
In der chilenischen Nationalmannschaft gab Luis Araneda im November 1974 beim Freundschaftscup Copa Carlos Dittborn 1974 gegen Argentinien sein Länderspieldebüt. Bei der Copa América 1975 spielte der offensive Mittelfeldspieler zwei der vier Partien, jedoch kam Chile hinter Peru nicht in die nächste Turnierphase. Beim 4:0-Erfolg über Bolivien erzielte Araneda zwei Treffer. Das letzte Länderspiel bestritt er im Juni 1980 beim Freundschaftscup Copa Juan Pinto Durán 76/77 gegen Uruguay. Insgesamt absolvierte Araneda vier Länderspiele und erzielte zwei Tore.

## Erfolge
Colo-Colo
- Chilenischer Meister: 1970
- Chilenischer Pokalsieger: 1974